# NGC 447
NGC 447 là một thiên hà xoắn ốc thuộc loại (R) SB (rs) 0 / a nằm trong chòm sao Song Ngư. Nó được phát hiện lần đầu tiên vào ngày 8 tháng 10 năm 1861 bởi Heinrich d'Arrest (và sau đó được liệt kê là NGC 447); nó cũng được nhìn thấy vào những năm 1890 bởi Edward Emerson Barnard (và sau đó được liệt kê là IC 1656). Nó được Dreyer mô tả là "mờ nhạt, khá lớn, giữa sáng hơn, ngôi sao cường độ thứ 11 về phía đông bắc".